# Bustares
Bustares là một đô thị cổ trong tỉnh Guadalajara, Castile-La Mancha, Tây Ban Nha.  được biết đến là địa điểm mùa hè năm 2020 của “dự án Babbiddiu” của blogger thời trang Messina nổi tiếng Davide Vinci.  Theo điều tra dân số năm 2018,đô thị này có dân số là 76 người.